# Emmanuel Lemieux
Pour les articles homonymes, voir Lemieux.
Emmanuel Lemieux, né le 5 avril 1963, est un essayiste, journaliste et éditeur français.

## Biographie

### Débuts
Maquettiste, dessinateur sous le pseudonyme de Lem, aux côtés d'Emmanuel Cabut alias Mano Solo, il côtoie des journalistes venus de l’écologie et de l’antinucléaire. Il commence à écrire à partir d'avril 1980, comme chroniqueur de la revue de presse alternative. Son premier article consacré à la presse antimilitariste le conduit alors au tribunal pour enfants pour « provocation à l’insoumission, l’objection de conscience, la désertion et injures envers un haut fonctionnaire » (en l'occurrence Yvon Bourges, le ministre des Armées de l’époque). Entretemps, le graphiste Aris Papathéodorou publie un album de bandes dessinées, Mélos cotons (Éditions Magazine, 1980) auquel il a participé sous le pseudonyme de Lem.

### Années 1980-1990
En 1993, il est l'un des fondateurs du quotidien Le Jour avec Jean-Christophe Nothias et Christian Perrot. De ce journal qui ne durera que neuf mois, sortiront des journalistes comme David Dufresne, Jean-Michel Décugis ou Jean-Pierre Gratien. De 1997 à 2000, il collabore régulièrement aux Inrockuptibles en tant que journaliste d’enquête et chroniqueur BD. puis il rejoint France soir (2000-2001), puis devient rédacteur en chef adjoint du Vrai papier Journal de Karl Zéro. Il est ensuite  enquêteur pour Lire dirigé par Pierre Assouline et Livres-Hebdo alors dirigé par Pierre-Louis Rozynès. L’éditeur et blogueur Guy Birenbaum lui commande et publie aux éditions Denoël, une enquête sur la vie intellectuelle française, Pouvoir intellectuel, les nouveaux réseaux (2003),.

### Depuis 2000
De 2003 à 2008, il est journaliste au Nouvel Économiste. Il est le biographe d’Edgar Morin depuis 2009 date à laquelle parait Edgar Morin, l’indiscipliné au Seuil,,.
Après avoir créé le site de veille des idées Les influences, Emmanuel Lemieux dirige depuis janvier 2015 sa propre maison d’édition, Lemieux Éditeur, consacrée aux sciences humaines et sociales, aux essais et documents (35 titres par an), et codirige avec Jean-Marie Durand, la revue bimestrielle Panorama des idées qui sera arrêtée prématurément. Elle est remplacée par Le Caoua des Idées en 2024.
En 2023, il publie le livre Le Réseau : Les derniers secrets de la Résistance aux éditions du Cerf, un livre qui raconte l'histoire d'un réseau de résistance, le réseau Charette, auquel appartint Edgar Morin, ainsi que François Mitterrand, Clara Malraux et bien d'autres.

## Publications

### Essais
- Qu'est-ce qu'elle a, ma gueule ? Enquête chez les immigrés, Le Hameau, 1983  (ISBN 2-7203-0076-4)
- Cognacq Jay 1940. La télévision française sous l'occupation, avec Thierry Kubler, Calmann-Levy, 1990  (ISBN 2-7021-1926-3)[10],[11]
- Comment s'en sortir en période de crise, avec Florence Pinaud, De Vecchi, 1995  (ISBN 2-7328-0114-3)
- Pour en finir avec le Sénat ! Enquête sur une anomalie, avec Jean-Pierre Gratien, Édition 1, 1999  (ISBN 2-86391-890-7)
- Pouvoir intellectuel. Les nouveaux réseaux, Éditions Denoël, 2003, p. 523-540  (ISBN 2-207-25050-4)[2]
- Le krach des élites. Enquête sur ces pouvoirs français discrédités, Bourin éditeur, 2006  (ISBN 2-84941-037-3)[12]
- L'Annuel des idées 2009, avec Laurent Lemire, Bourin éditeur, 2009  (ISBN 978-2849411148).
- Edgar Morin l'indiscipliné, Seuil, 2009  (ISBN 978-2020860123)[4],[5],[6]
- L'Annuel des idées 2010, Bourin éditeur, 2010  (ISBN 978-2849411575)[13]
- 10  mai  1981:  une  journée  particulière, photos de Olivier Roller, éd. François Bourin, 2011  (ISBN 978-2-84941-231-2)[14],[15]
- Génération tonton, Don Quichotte, 2011, 476 p.  (ISBN 9782359490084)[16]
- Tony, 1942 : Un procès oublié sous l’Occupation, Bourin éditeur, 2012  (ISBN 978-2-84941-305-0) (BNF 42645345)[17]
- On l’appelait Télé-Paris : l’histoire secrète des débuts de la télévision française (1936-1946), L’Archipel, 2013  (ISBN 978-2-8098-1129-2)
- Bloncourt et les siens, Piranha Editions, 2022  (ISBN 978-2-3711-9080-1)
- Le Réseau : Les derniers secrets de la Résistance, postface d'Edgar Morin, éditions du Cerf, 2023  (ISBN 978-2-2041-5485-7)[9]